# Rietbeemd
De Rietbeemd (Frans: Les Prés Rosières) is een taalgrensoverschrijdend erkend natuurreservaat in de vallei van de Mark (zijrivier van de Dender) aan de rand van de Vlaamse Ardennen in Zuid-Oost-Vlaanderen en het noorden van Henegouwen.
Het natuurgebied ligt deels op het grondgebied van de stad Geraardsbergen (deelgemeenten Overboelare en Moerbeke) en loopt over de taalgrens in Wallonië door als natuurreservaat "Les Prés Rosières" in het Henegouwse Lessen (deelgemeente Twee-Akren)). Het 80 ha grote reservaat werd gesticht in 1987 en bestrijkt het gebouwvrije deel van de Marke. Het reservaat maakt deel uit van het Vlaams Ecologisch Netwerk. Het is erkend als Europees Natura 2000-gebied BE2300005 (Bossen van de Vlaamse Ardennen en andere Zuid-Vlaamse bossen) aan Vlaamse zijde en als Natura 2000-gebied BE3200005 ('Vallées de la Dendre et de la Marcq') aan Waalse zijde. Het wordt aan Vlaamse zijde beheerd door Natuurpunt en aan Waalse zijde door de "Ligue Royale Belge pour la Protection des Oiseaux" (LRBPO-Belgische Liga voor Vogelbescherming).

## Landschap
De Rietbeemd vormt een gevarieerd landschap van knotwilgenrijen, hagen, houtwallen, rietvelden, moerasspirearuigten, moerasgebieden, meanderende beekjes en amfibieënpoelen.Galloways worden ingezet voor de extensieve begrazing van bepaalde percelen.

## Fauna
In de Rietbeemd huizen een hele schare vogels: nachtegaal, Wielewaal, buizerd, sperwer, wespendief, torenvalk, boomvalk, alle mogelijke soorten grasmussen, sprinkhaanzanger, rietgors (= hét embleem van het reservaat), Orpheusspotvogel, steenuil, kerkuil, ransuil, bosuil. Verder leven er ook allerlei zoogdieren: vos, hermelijn, wezel of bunzing.

## Flora
De Rietbeemd is een gemengd bloemrijk open landschap met hier en daar struiken, bomen en braamstruwelen. Er groeien heel wat bloemen.

## Natuurbeleving
In en rond de Rietbeemd zijn twee bewegwijzerde wandelroutes uitgezet (de gele lus van 4 km en de blauwe lus van 4,5 km). Ook het wandelknooppuntennetwerk 'Vlaamse Ardennen Bronbossen' doet het gebied aan.
In de schuur van de historische St. Antoonshoeve werd een bezoekerscentrum ingericht met diamontages, posters.

## Afbeeldingen

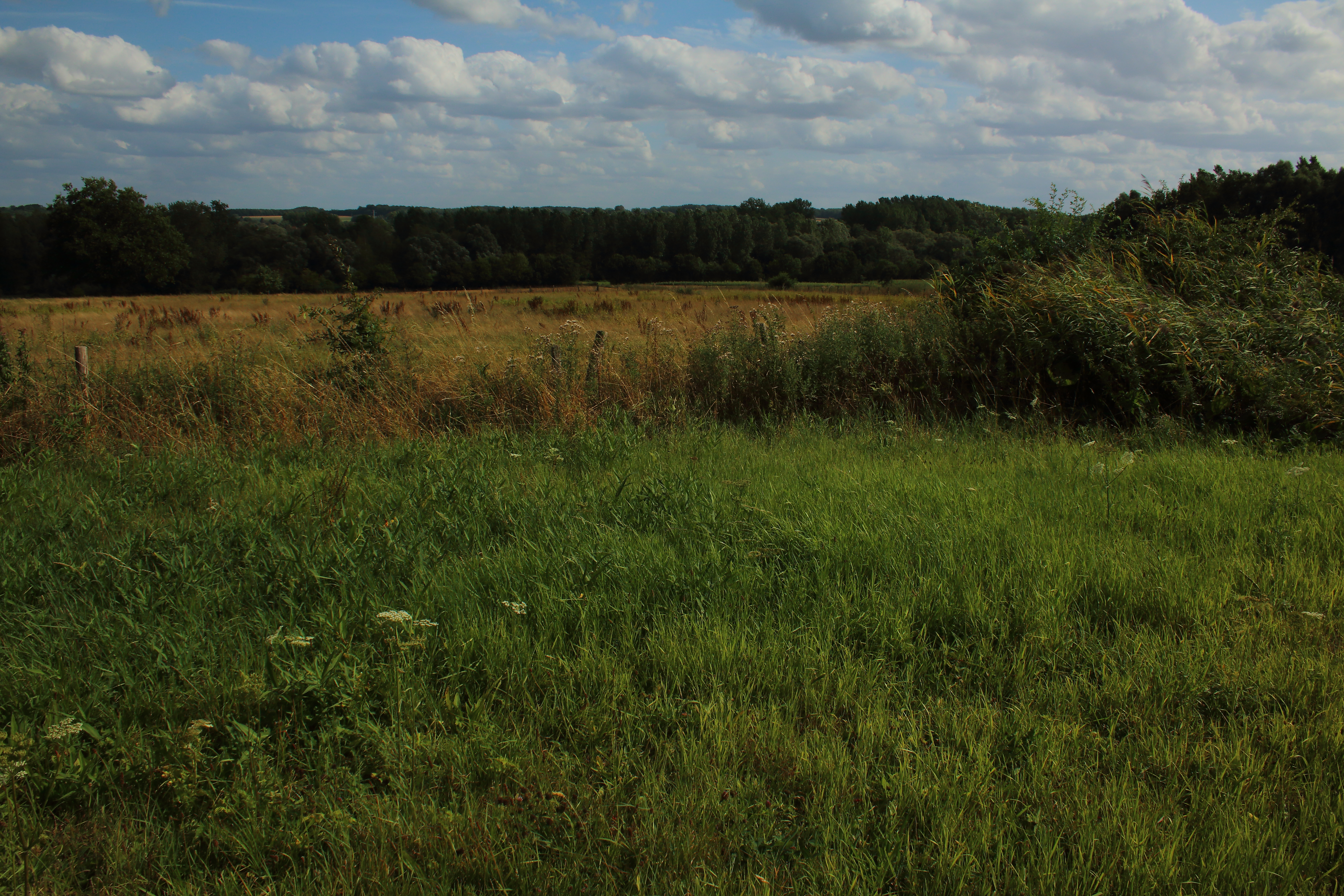
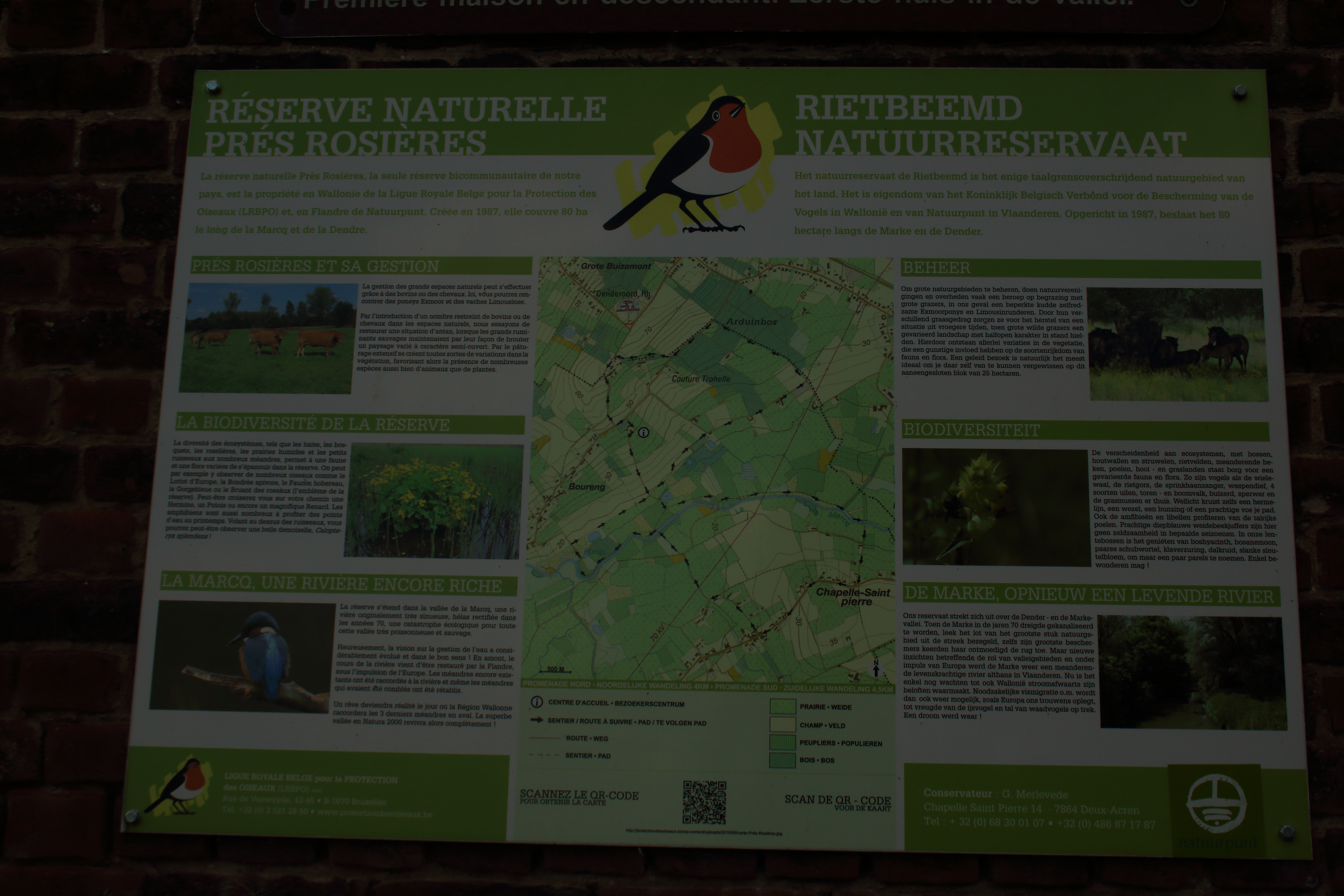
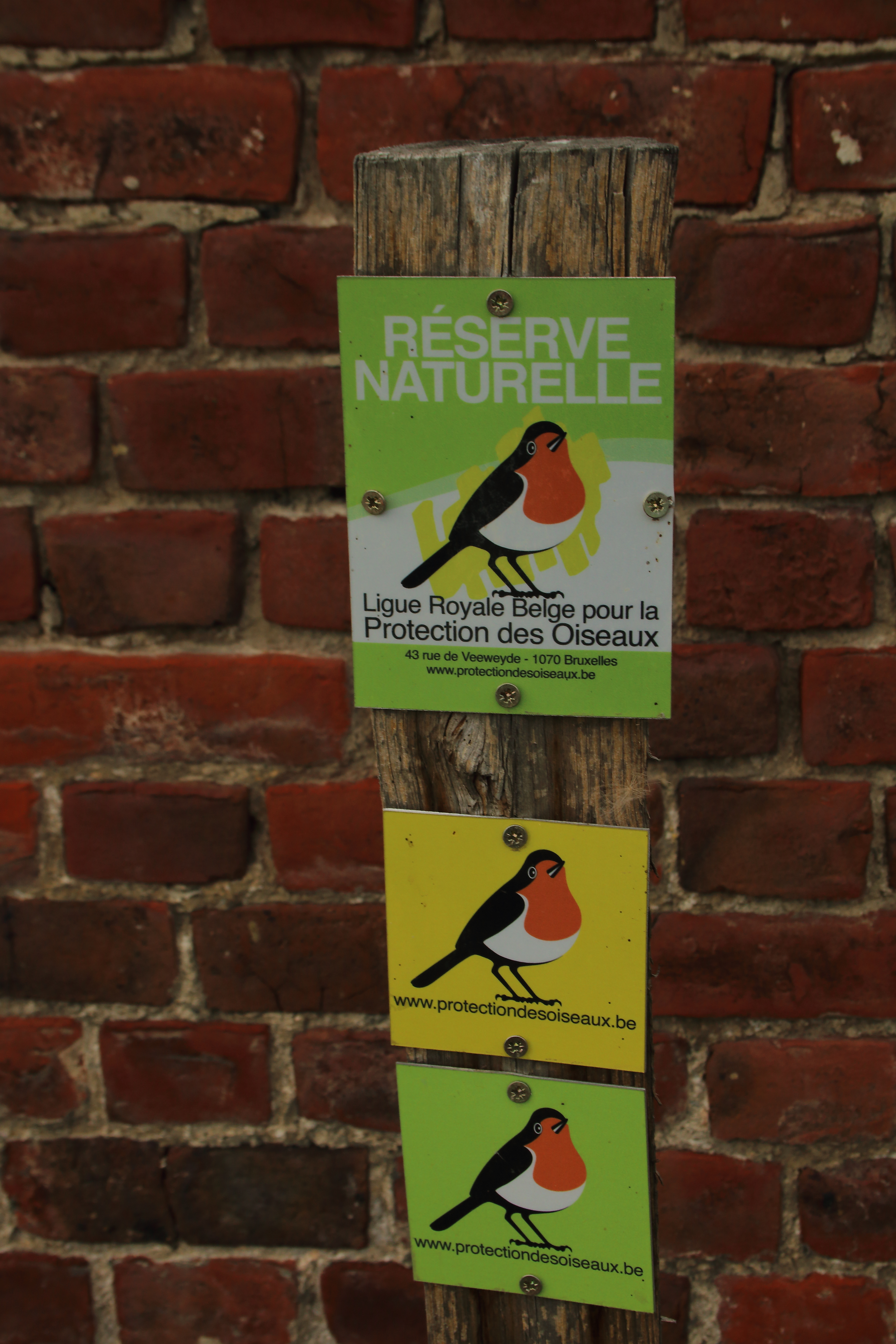